# Holden EK
Holden EK — среднеразмерный автомобиль, выпускавшийся с 1961 по 1962 год австралийской компанией Holden. 

## Описание
Впервые Holden EK был представлен 2 мая 1961 года. Представляет собой фейслифтинг предшественника — Holden FB.
Автомобиль продавался на нескольких зарубежных рынках как с левым, так и с правым рулём. В основном, автомобиль поставлялся в Новую Зеландию, Юго-Восточную Азию и на острова Тихого океана. Также EK продавался в Южной Африке.

## Модельный ряд

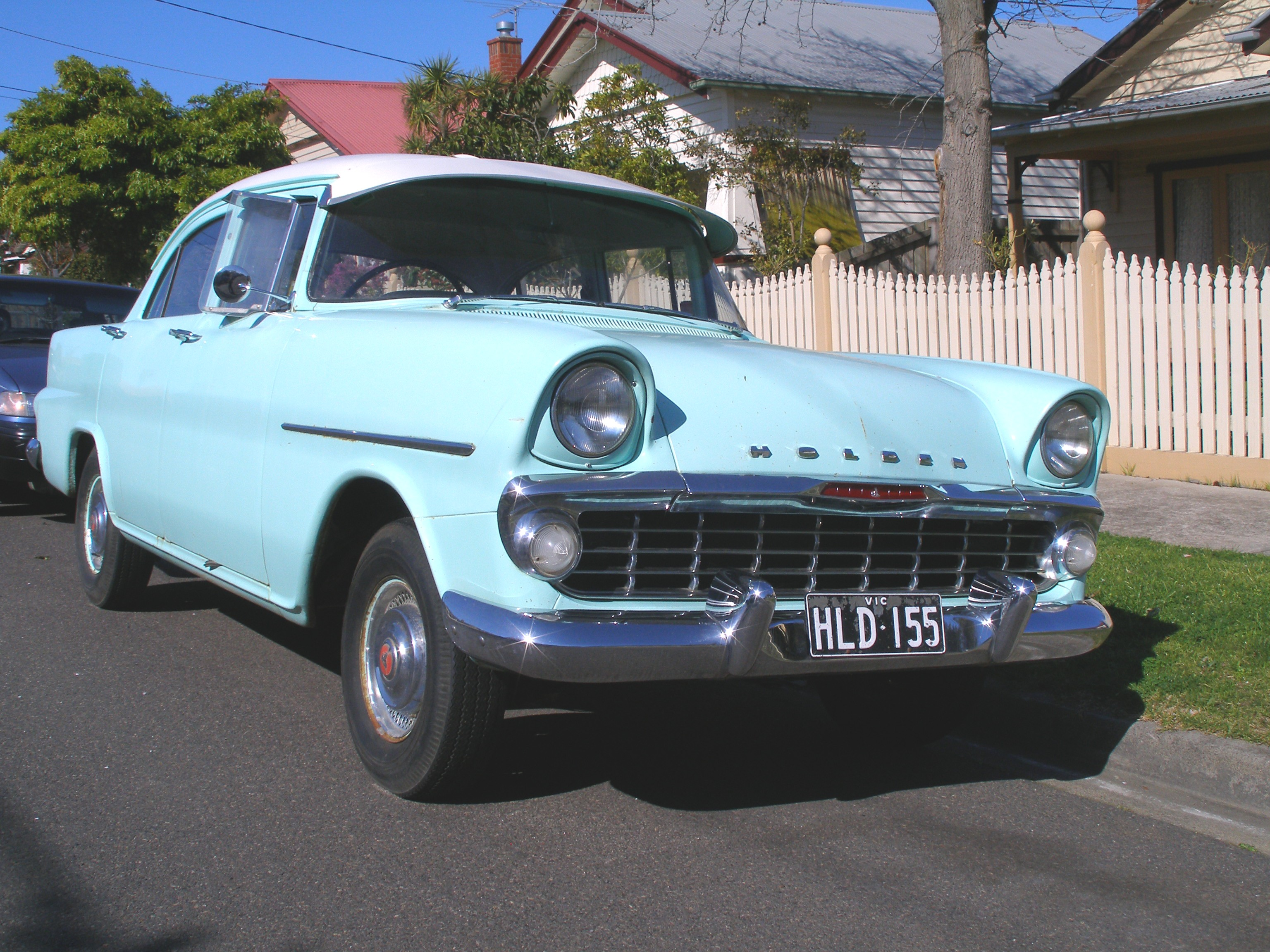
Holden Standard Sedan
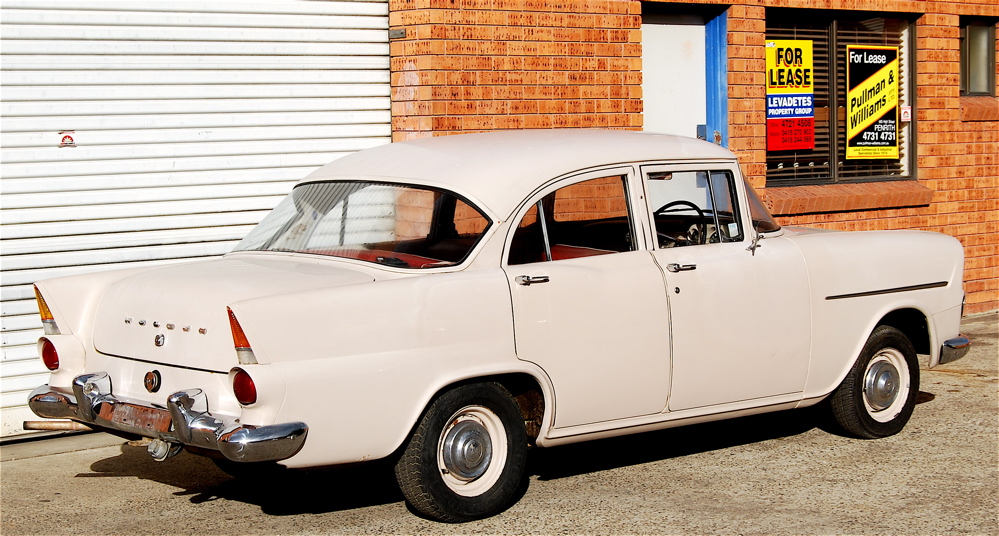
Holden Standard Station Sedan
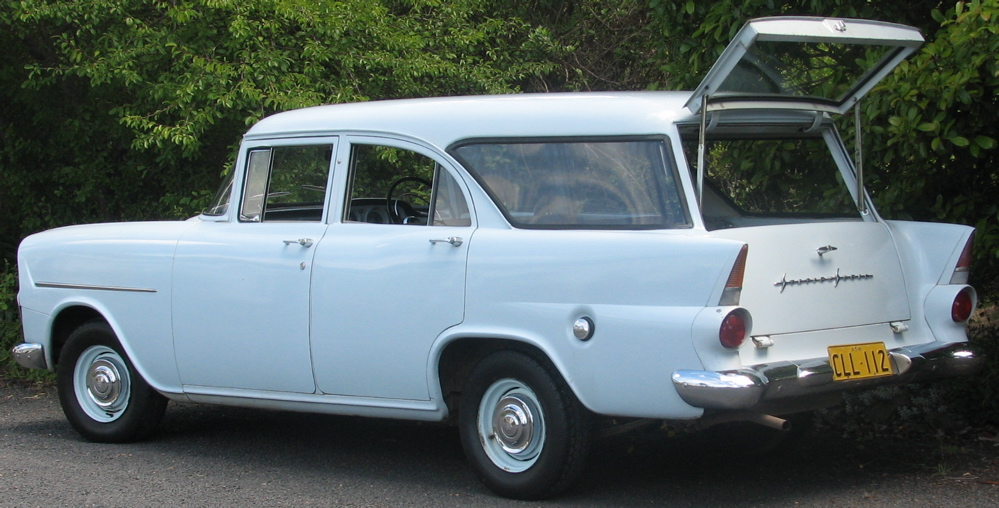
Holden Special Sedan
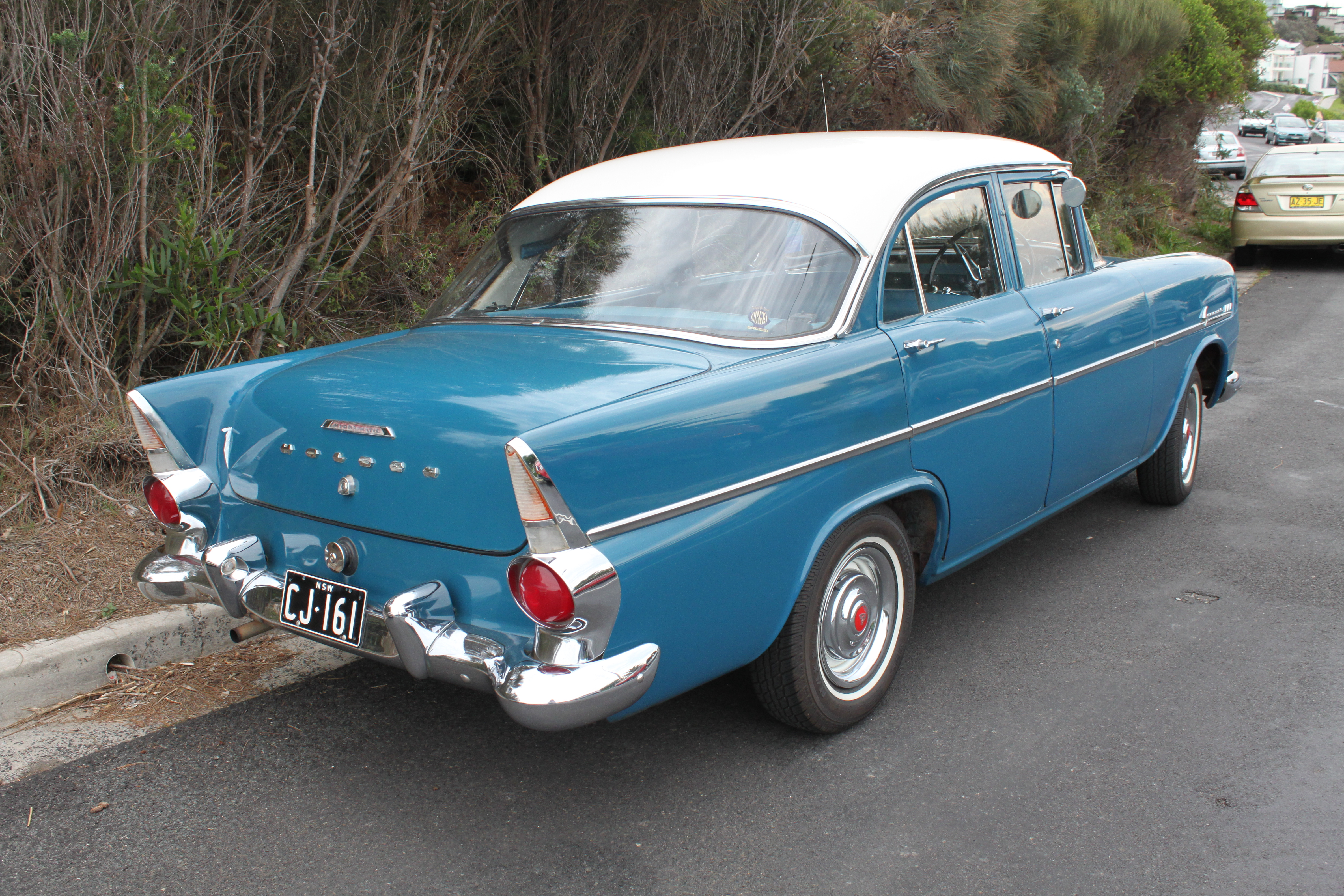
Holden Special Station Sedan
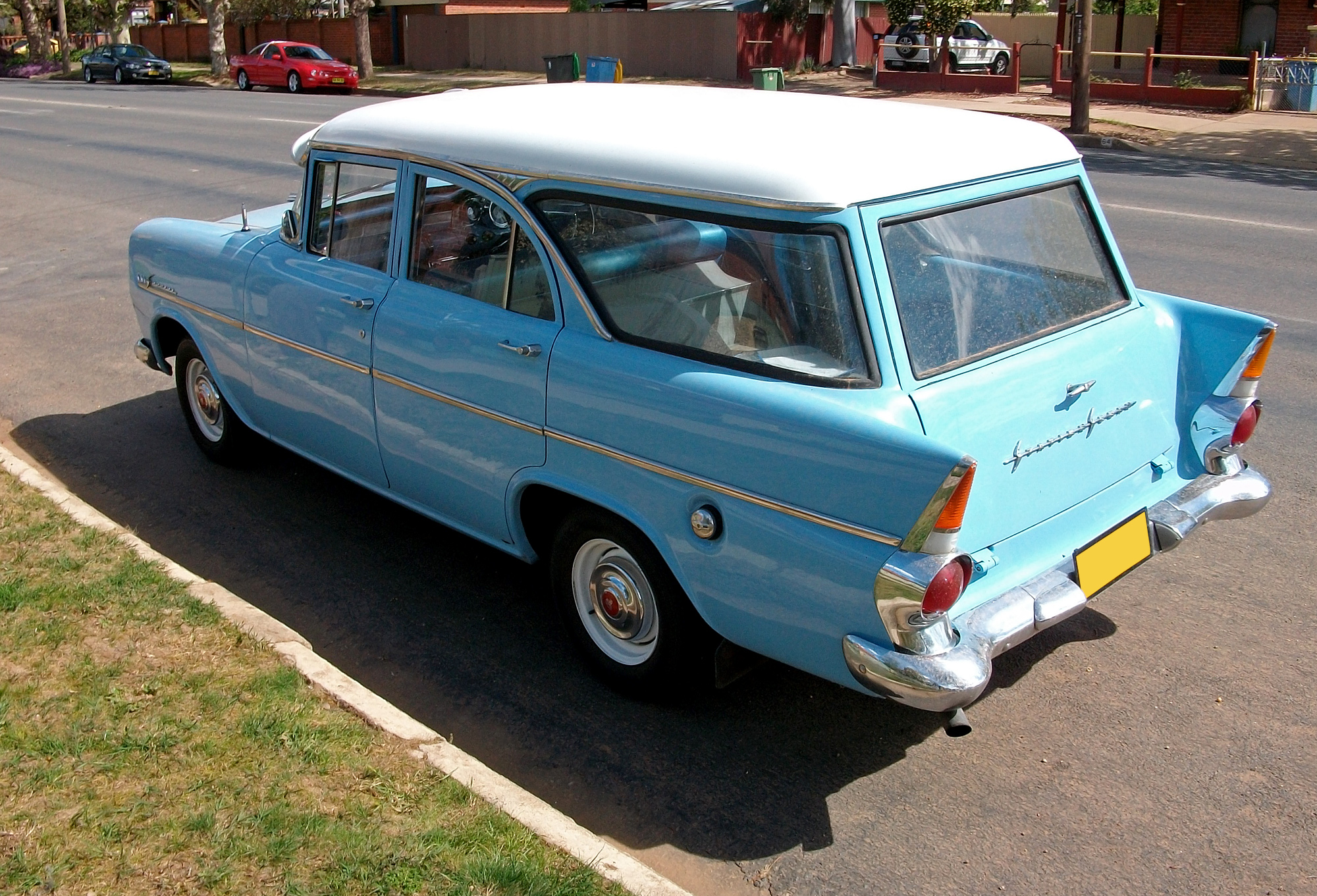
Holden Utility
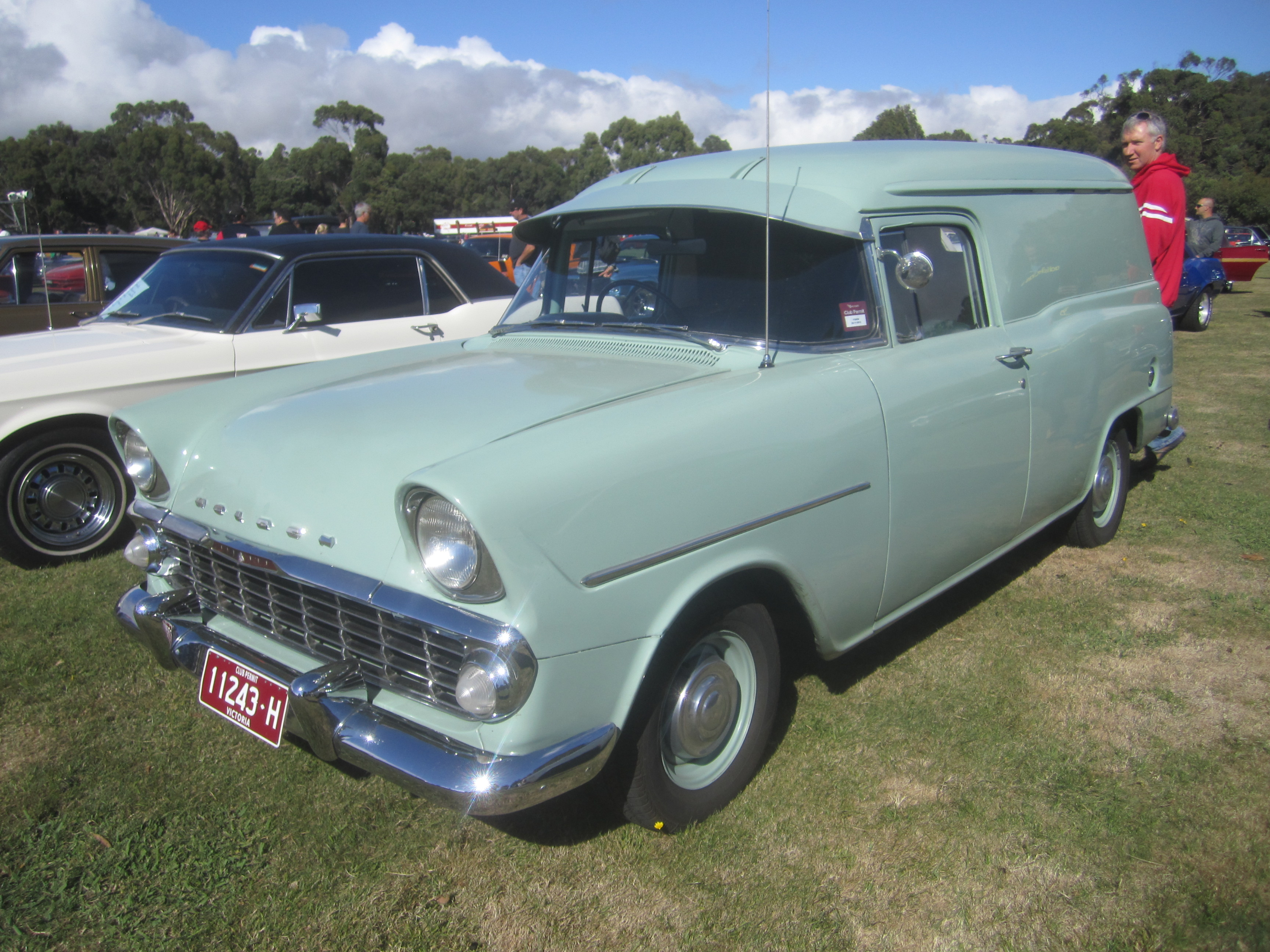
Holden Panel Van
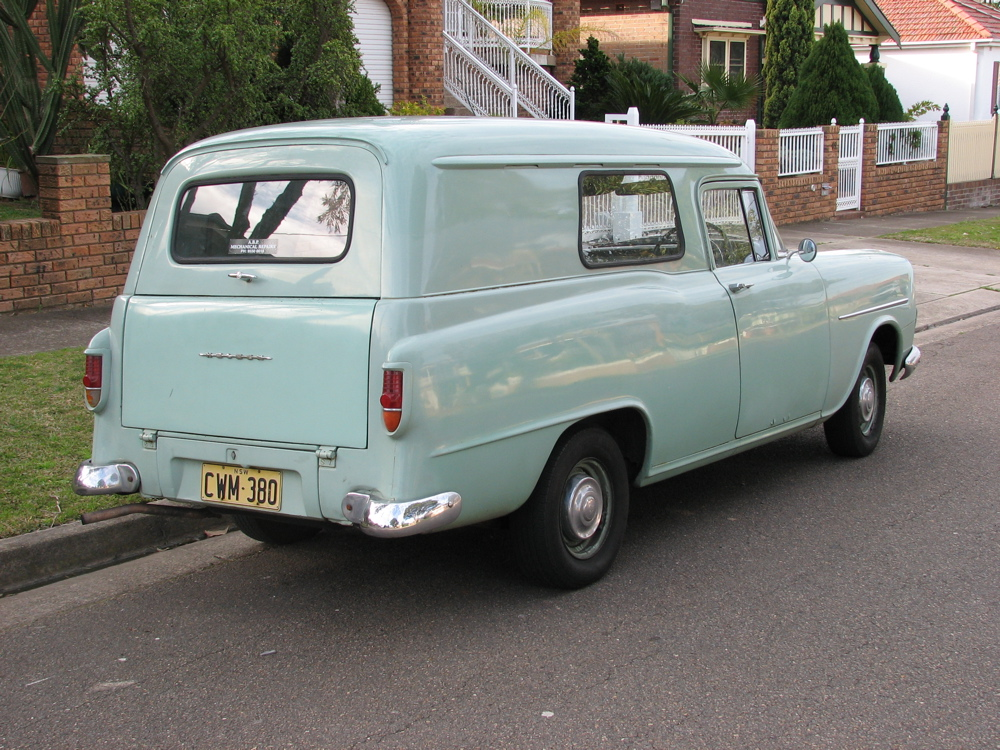
Holden Panel Van
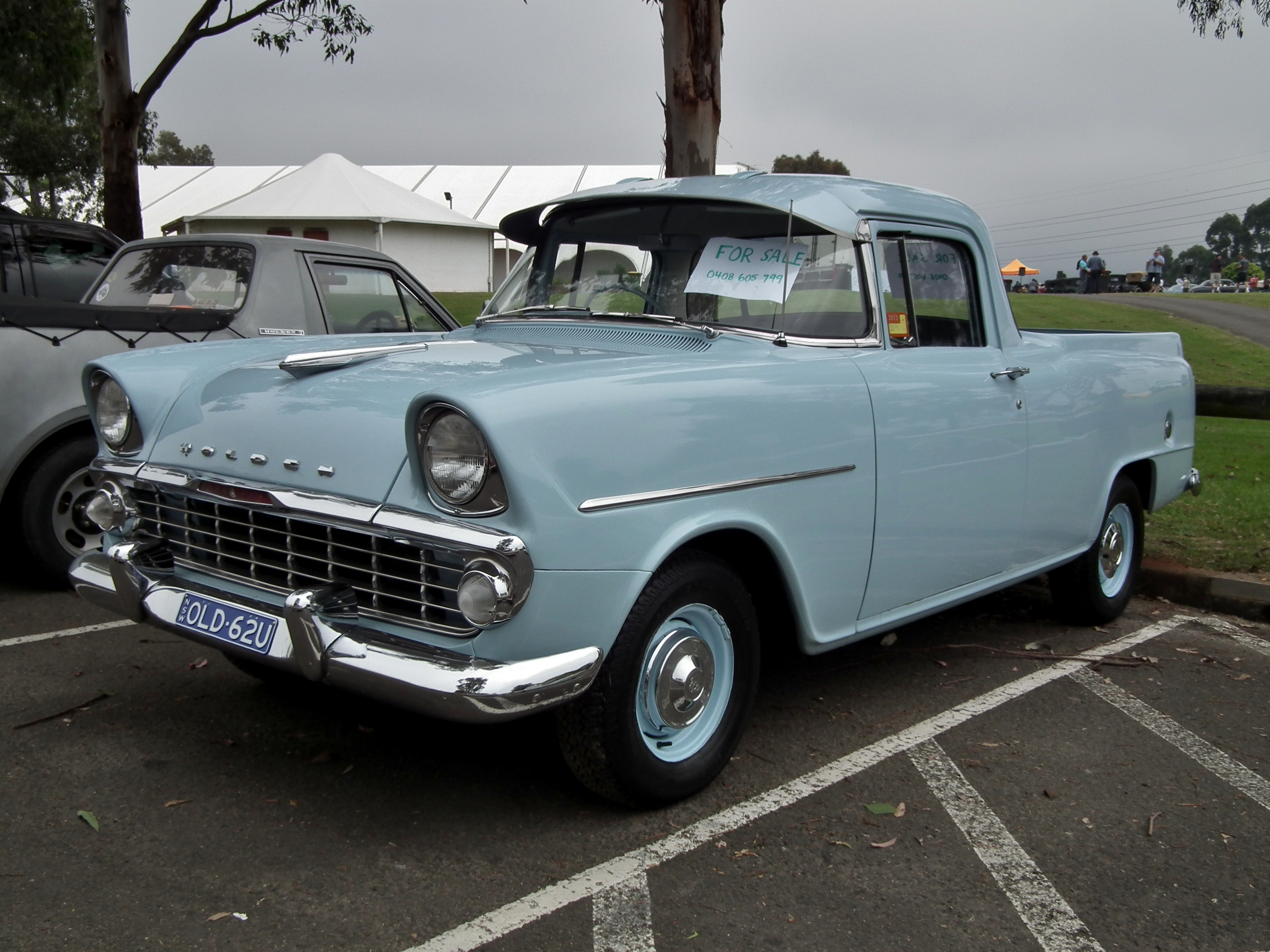
Holden Utility
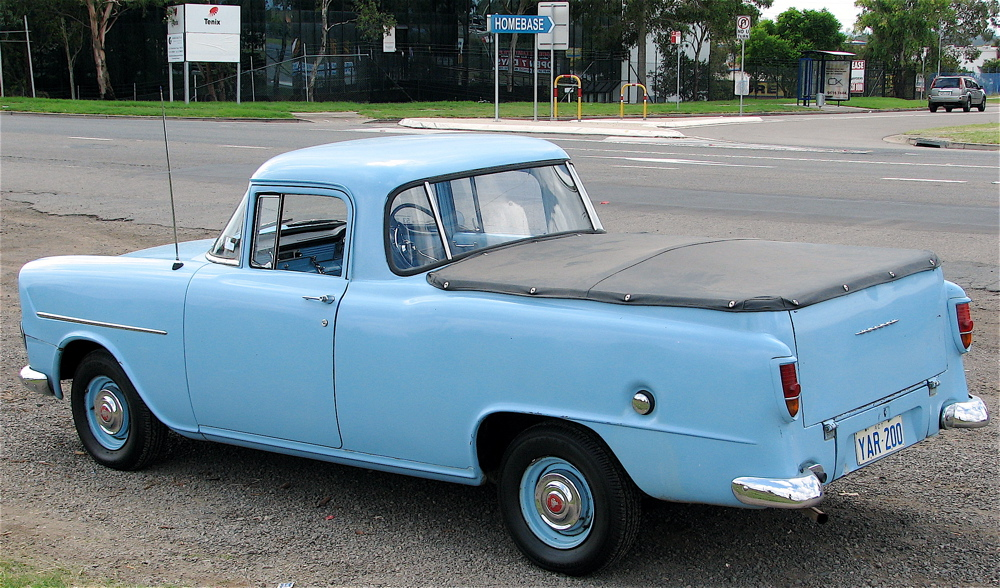
Holden Utility

- Holden Standard Sedan
- Holden Standard Sedan
- Holden Standard Station Sedan
- Holden Special Sedan
- Holden Special Station Sedan
- Holden Panel Van
- Holden Panel Van
- Holden Utility
- Holden Utility

## Двигатели
Как и FB, Holden EK оснащался рядным шестицилиндровым двигателем объёмом 2260 см3 с диаметром цилиндра 76 мм. Двигатель развивал мощность 56 кВт (75 л. с.).

## Производство
В 1961 году было произведено 112680 автомобилей Holden EK, и на заводе Holden работало более 18500 человек. Тем не менее, в 1962 году продажи замедлились, так как последствия рецессии 1960—1961 годов начали ощущаться в австралийской экономике в сочетании с новым 40-процентным налогом с продаж на автомобили. К июлю 1962 года было выпущено 150214 автомобилей.